# Georg-Lechner-Biermuseum
Das Georg-Lechner-Biermuseum in Oelde ist ein Museum über Bier und seine Herstellung. Schwerpunkt ist die Geschichte des westfälischen Brauereiwesens.

## Sammlung
Auf einer Fläche von über 300 m² werden mehrere Tausend Exponate ausgestellt. Neben einem originalen Sudhaus von 1900 sind Brauereigeräte, Emailleschilder und über 1000 Bierkrüge ausgestellt.
Der namensgebende ehemalige Museumsleiter ist Braumeister und Sammler von Bieretiketten. Seine Sammlung umfasst 220.000 Etiketten.

## Gebäude
Der Neubau der Pott's Naturpark-Brauerei GmbH aus den 1990er Jahren wurde 2003 um das Biermuseum erweitert.